# Homonota darwinii
Espèce
Homonota darwinii est une espèce de geckos de la famille des Phyllodactylidae.

## Répartition
Cette espèce se rencontre :
- en Argentine dans les provinces de Buenos Aires et de Rio Negro.

## Liste des sous-espèces
Selon The Reptile Database (12 février 2013) :
- Homonota darwinii darwinii Boulenger, 1885
- Homonota darwinii macrocephala Cei, 1978

## Étymologie
Cette espèce est nommée en l'honneur de Charles Darwin.

## Publications originales
- Boulenger, 1885 : Catalogue of the lizards in the British Museum (Natural History) I. Geckonidae, Eublepharidae, Uroplatidae, Pygopodidae, Agamidae, Second edition, London, vol. 1, p. 1-436 (texte intégral).
- Cei, 1978 :  Homonota andicola, nueva especie de Gekkonidae (Sauria, Reptilia) de la regiôn Andina de Uspallata, Argentina. Publicaciones Ocasionales Instituto de Biologia Animal, Universidad Nacional de Cuyo, Mendoza, Argentina, no 1, p. 1—2.